# Connarus ecuadorensis
Connarus ecuadorensis är en tvåhjärtbladig växtart som beskrevs av Schellenb.. Connarus ecuadorensis ingår i släktet Connarus och familjen Connaraceae. Inga underarter finns listade i Catalogue of Life.